# Stazione di Kassel Centrale
La stazione di Kassel Centrale (in tedesco Kassel Hbf) è la principale stazione ferroviaria della città tedesca di Kassel.

## Storia
I lavori per la costruzione di un nuovo fabbricato viaggiatori iniziarono nel 1949, ma procedettero con varie interruzioni a causa della mancanza di finanziamenti; la costruzione venne conclusa solo nel 1960, anche se la maggior parte delle funzioni erano state completate nel 1954-55.

### Esplicative
1. ↑  Abbreviazione di Kassel Hauptbahnhof, letteralmente "Kassel stazione principale".

### Bibliografiche
1. ↑  Schack (2004), p. 53.
2. ↑  Schack (2004), p. 160.